# Estação de Santo Ovídio
A Estação Santo Ovídio é parte do Metro do Porto. Em 15 de outubro de 2011 às 6h, tornou-se o terminus sul da Linha D (Amarela) do Metro do Porto, situação que perdurou até 2024. 
Assegura a ligação entre Vila Nova de Gaia e o Hospital de São João, no Porto. É a primeira estação subterrânea no município de Vila Nova de Gaia. 
Com a construção da 2ª linha de Gaia (Linha H (Metro do Porto)) esta será a estação de interface (fecho do anel) entre Devesas - Santo Ovídio. 
Até 2011 a operação comercial da linha D (amarela) terminava em D.João II.[carece de fontes?]